# Палощельская Попьюга
Палощельская Попьюга (Палащельская Рассоха) — река в России, протекает по Архангельской области. Левая составляющая реки Попьюга. Длина реки составляет 11 км.
Притоки: Разливной, Васин, Медвежий, Егорин, Вороженский, Николин.

## Данные водного реестра
По данным государственного водного реестра России относится к Двинско-Печорскому бассейновому округу, водохозяйственный участок реки — Мезень от истока до водомерного поста у деревни Малонисогорская. Речной бассейн реки — Мезень.
Код объекта в государственном водном реестре — 03030000112103000045883.